# Ringwall Kleiner Hubberg
Der Ringwall Kleiner Hubberg, auch Wallburg Götzendorf genannt, befindet sich im Gemeindeteil Kotzheim der Oberpfälzer Gemeinde Ursensollen im Landkreis Amberg-Sulzbach von Bayern. Der Ringwall liegt etwa 550 m östlich von Kotzheim auf der Spitze des Kleinen Hubberges. Das Objekt wird vom Bayerischen Landesamt für Denkmalpflege unter der Denkmalnummer D-3-6536-0111 als „Ringwall vor- und frühgeschichtlicher Zeitstellung“ geführt.

## Beschreibung

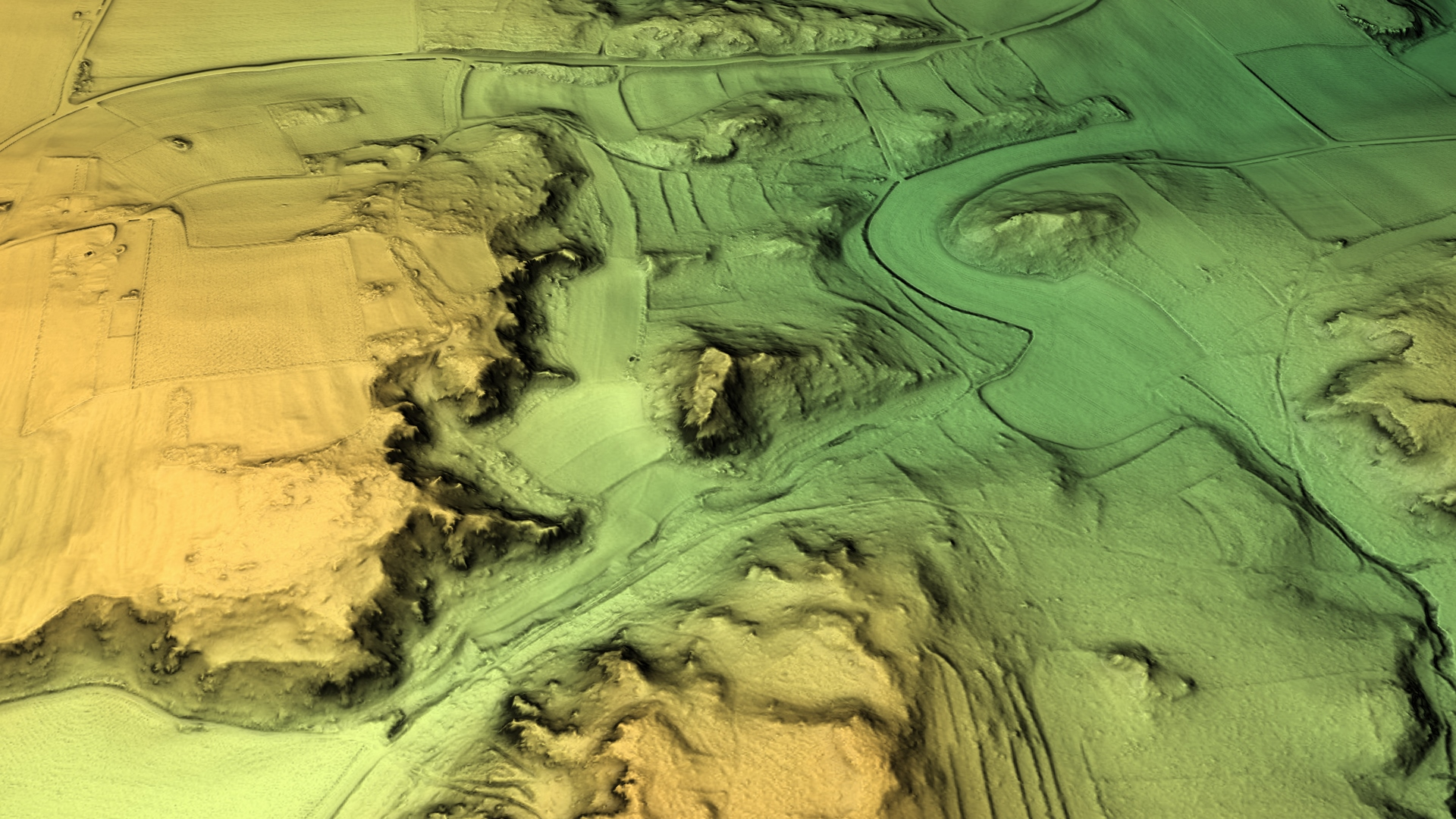
3D-Ansicht des digitalen Geländemodells

Die Felskuppe des Hubberges fällt auf der Südostseite mit steilen Felsen und auch sonst mit Steilhängen ab. Die länglich-dreieckige und felsenbedeckte Kuppenfläche misst 60 × 30 m und wird von einem Wall umzogen. Dieser ist an der steilsten Seite im Südosten nur als künstliche Kante zwischen größeren Felsblöcken zu erkennen, auf den anderen Seiten aber als  6 bis 9 m breiter und 0,6 m hoher Steinwall mit ausgeprägten Ecken. An der Nordwestseite markiert eine 3 m breite Lücke die Stelle eines Tores. Gefunden wurden bislang Bruchstücke eines Mahlsteins, die im Museum Amberg aufbewahrt werden.